# موسوی (نام)
موسوی نام نوادگان و سادات منسوب به امام هفتم شیعیان، موسی کاظم است.
تعداد زیادی از سادات موسوی در عراق زندگی می‌کنند و هم‌چنین شاخه‌های بزرگی از این خاندان ساکن ایران، افغانستان، لبنان، مصر، بحرین و عربستان سعودی هستند. سادات موسوی نسب خود را به فرزندان موسی کاظم می‌رسانند. سلسلهٔ صفوی نیز از نوادگان موسی کاظم بودند.

## افراد
- سید رضی، گردآورنده نهج البلاغه
- سید مرتضی معروف علم الهدی
- سید محمدتقی غضنفری
- سید روح‌الله خمینی، رهبر انقلاب اسلامی ایران
- میرحسین موسوی، نخست‌وزیر ایران
- سید حسن خمینی، نوه سید روح‌الله خمینی
- سید موسی صدر
- سید محمدباقر صدر
- سید مقتدی صدر
- سید صدرالدین صدر
- رسول صدر عاملی
- سید محمدعلی جمال‌زاده
- سید جمال‌الدین واعظ
- سید عبدالکریم موسوی اردبیلی، از مراجع تقلید شیعه
- سید محمدکاظم موسوی، رهبر حزب ملل اسلامی
- سید محمد موسوی خوئینی‌ها، دبیر مجمع روحانیون مبارز
- سید رضا زنجانی، رهبر نهضت مقاومت ملی
- سید عباس موسوی (روحانی)، دبیرکل حزب‌الله لبنان
- عبدالحسین شرف‌الدین موسوی
- سید مجتبی نواب صفوی، بنیان‌گذار تشکیلات مسلحانه فدائیان اسلام
- سید موسی شبیری، از مراجع تقلید شیعه
- سید محسن موسوی تبریزی، نمایندهٔ مجلس خبرگان رهبری
- سید محمد نوربخش خراسانی، مؤسس طریقه نوربخشیه
- اسماعیل نواب صفا، شاعر و ترانه‌سرا
- علی موسوی گرمارودی، شاعر معاصر
- سید مهدی موسوی، شاعر پُست مدرن
- گراناز موسوی، شاعر و فیلمساز
- حسام نواب صفوی، بازیگر
- سید یحیی صفوی، فرمانده سپاه پاسداران انقلاب اسلامی
- شاهان صفوی